# Lonomia achelous
Lonomia achelous är en fjärilsart som beskrevs av Pieter Cramer 1777. Lonomia achelous ingår i släktet Lonomia och familjen påfågelsspinnare. Inga underarter finns listade i Catalogue of Life.